# 150

## Nașteri
- dată necunoscută: Nagarjuna filosof indian (d. 250)
- dată necunoscută: Dio Cassius Om de stat și istoric greco-roman (d.H 155–d.H 235) (d. ?)
- dată necunoscută: Clement al Alexandriei  (d. 215)
- dată necunoscută: Clodius Albinus  (d. 197)
- 7 martie: Lucilla  (d. 182)
- dată necunoscută: Terentianus  (d. ?)
- dată necunoscută: Alipie al Bizanțului episcop al Bizanțului din 166 până în 169 (d. 169)
- dată necunoscută: Paraschevi din Roma  (d. ?)
- dată necunoscută: Gaius Cassius Regallianus  (d. ?)

## Decese
- dată necunoscută: Papa Pius I  (n. ?)
- dată necunoscută: Asvaghosa  (n. 80)